# Мухаммед V
Мухаммед V, Сиди Мухаммед бен Юсуф (араб. محمد الخامس‎; 10 августа 1909, Фес, Марокко — 26 февраля 1961, Рабат, Марокко) — султан в 1927—1953, 1955—1957, король Марокко с 1957 по 1961 годы. Из династии Алауитов.

## Биография
Мухаммед V был одним из сыновей султана Юссефа бен Хассана, который был возведён на престол французами в августе 1912 года. 18 ноября 1927 г. «молодой и робкий» 18-летний Мухаммед бен Юсуф был возведён на трон после смерти своего отца.
Наряду с традиционным мусульманским получил европейское образование. Вступил на престол после смерти отца, султана Мулай Юсуфа. После 2-й мировой войны 1939—1945 выступил в поддержку требования независимости Марокко.

### Касабланкская конференция(1943 г.)
Султан Мухаммед V участвовал в конференции, проходившей в Касабланке. 22 января 1943 года король в частном порядке встретился с президентом США Ф. Рузвельтом и премьер-министром Великобритании У. Черчиллем. На этом ужине Рузвельт заверил султана, что «послевоенная картина и довоенная картина будут ... резко отличаться, особенно в том, что касается колониального вопроса». 14-летний сын султана и будущий король Марокко Хасан II также присутствовал на данной встрече и позже заявил, что Рузвельт сказал: «Через десять лет ваша страна станет независимой».

### Мухаммед V и Холокост
Существуют разные версии того, что именно Мухаммед V сделал или не сделал для марокканской еврейской общины во время Холокоста. Однако, несмотря на то, что данный вопрос является предметом споров, большинство учёных подчёркивают благосклонное отношение Мухаммеда V к евреям в эпоху режима Виши.
Мухаммед V заблокировал все попытки властей Виши навязать Марокко антиеврейское законодательство и депортировать 250 000 марокканских евреев в нацистские концлагеря и лагеря смерти в Европе. Позиция султана была основана как на неприятии диктата режима Виши в противовес его притязаниям на суверенитет над всеми своими подданными, включая евреев, так и по гуманитарным соображениям.
Несмотря на возражения Мухаммеда V, под давлением официальных лиц вишистского режима он был вынужден подписать два дахира (указа), запрещавших евреям посещать определённые школы и занимать должности.

### Революция короля и народа
Султан Мухаммед V был центральной фигурой в движении за независимость Марокко, или, как его ещё называют: «Революции короля и народа» (ثورة الملك والشعب). Данное националистическое движение выросло из протестов против берберского дахира от 16 мая 1930 года. Центральное положение султана в провозглашении независимости Марокко ещё больше укрепило имидж монарха как национального символа. 10 апреля 1947 года Мухаммед V произнёс знаменательную речь в Танжере, призывая к независимости Марокко, не обращаясь к конкретным колониальным державам. В условиях массового подъёма националистических тенденции по стране, султан Мухаммед V сумел наладить очень хорошие отношения с националистическими движениями. Союз монархии и националистического движения довольно быстро превратил их в доминирующую силу в борьбе за независимость страны. В результате Мухаммед V смог укрепить легитимность марокканской монархии и усилить её роль в политической жизни Марокко.
Мухаммед V видел в националистах источник той силы, которые помогли бы ему сохранить авторитет престола в глазах подданных. Султан и националистические лидеры объединились и теперь оказались в состоянии изменить положение дел внутри страны. В конечном итоге марокканский национализм стал настолько мощным, что некоторые группы за независимость заняли антимонархические позиции, которые представляли угрозу трону.
Как уже было сказано, националистическое движение в Марокко набрало силу в мае 1930 года после того, как под давлением французских колониальных властей султан издал дахир, в котором говорилось, что в населённых берберскими племенами районах будет создана отдельная форма трибунала для рассмотрения гражданских дел. Этим действием французы пытались разделить арабов и берберов. Большинство берберов проживало в сельских районах Марокко, и целью указа было изолировать берберов от растущего национализма в городских районах.
Результат этого указа дал националистическому движению необходимый импульс и эффект, противоположный тому, что первоначально планировали колониальные власти. К движению присоединились самые разные граждане, от интеллектуалов до традиционалистов и квалифицированных рабочих.
Эти группы, призывавшие к проведению реформ, позже превратились в группы противников протектората, которые требовали полной независимости от Франции. Одной из первых доктрин националистической партии было заявление о том, что «Марокко – страна, неразрывно привязанная к исламу» и «Марокко лояльно роялистскому режиму».
В 1934 году, марокканские студенты, в основном получившие образование во Франции, призывали к осуществлению реформ. Первоначально цель группы заключалась в том, чтобы добиться изменений во французском протекторате. Несмотря на их усилия, колониальные власти распустили группу в 1937 году. Вскоре после этого группы объединились в партию Истикляль. Лишь в 1944 году партия стала первой эффективной политической организацией в Марокко.
На протяжении всего этого периода марокканцы продемонстрировали удивительное единство в стране, заключив союз с султаном. Партия требовала независимости, развития конституционной монархии, реформы образования, восстановления арабского языка как официального, новой единой судебной системы, социального законодательства, внутренних сил безопасности, налоговой политики и лучшей политики для улучшения отношений в арабском мире. Многие лидеры вернулись из ссылки и объединились с правящим султаном Сиди Мухаммед бен Юсуфом. Они требовали независимости Марокко и конституционной формы правления во главе с Мухаммедом V.
Националисты, используя авторитет султана, стремились заручиться поддержкой населения, для которых единственным символом национального единства был султан. Националисты помогли монархии создать репутацию султана как символа борьбы за независимость; это также дало Мухаммеду V право действовать автономно.
Французский протекторат, который управлял Марокко более четырёх десятилетий, спровоцировал революционные группы, которые представляли угрозу французскому правлению и демонстрировали форму марокканского единства внутри страны. Уровень жизни французского населения был выше, чем у марокканцев, и к 1953 году их средний доход на душу населения был в 20 раз больше, чем у марокканцев.
Такое положение дел возмущало население Марокко, поскольку это было демонстрацией того, как колониальные власти эксплуатируют их природные ресурсы. Индивидуальные свободы марокканцев были строго ограничены. Например, их обычное передвижение из одного региона в другой было ограничено, тогда как иностранцы могли путешествовать куда угодно. Их дома могли быть обысканы без ордера. Кроме того, марокканцам требовалось разрешение колониальных властей для проведения публичных собраний и разрешение генерального резидента Франции для публикации газеты или периодического издания на арабском языке. Наконец, марокканцам не давали возможности развивать образовательные программы, и лишь небольшому числу из них было разрешено участвовать в государственных делах.

### Король и «Истикляль» в борьбе за власть
Союз короля Мохаммеда V и партии Истикляль позже обернулся для националистов крахом. И король, и националистические партии хотели установить свои контроль над политической системой. Поскольку монархия и политические группы боролись за власть, внутренние противоречия в правительстве стало очевидным в 1959 году.
Партия «Истикляль», участвовавшая в борьбе за независимость страны, раскололась и образовала другую группу, названную «Национальный союз народных сил» (НСНС). В НСНС заявили, что партии «Истикляль» не удалось противостоять королю и не удалось провести экономические и социальные реформы. НСНС требовал установления конституционной монархии. Правительство и кабинет (в основном члены НСНС) были уволены королём Мохаммедом V в 1960 году. Король взял на себя обязанности премьер-министра, а его сын, принц Мулай Хасан заместителем премьер-министра. Возросла политическая роль спецслужбы DGSN, директором которой был назначен адъютант короля Мохамед Уфкир. Борьба за контроль над политической системой продолжилась после смерти короля Мухаммеда V в 1961 году.

### Низложение и эмиграция (1953—1955)
20 августа 1953 года французские колониальные власти с помощью местной знати низложили Мухаммеда V и выслали из страны. Таким образом, французские власти нанесли удар по важному национальному символу в растущем марокканском движении за независимость. Первоначально, Мухаммед V отправился в изгнание на Корсику вместе со своей семьёй, затем они были переведены на Мадагаскар в январе 1954 года.
В результате освободительного движения марокканского народа Мухаммеду было разрешено вернуться на родину, и 16 ноября 1955 года он снова вступил на престол.

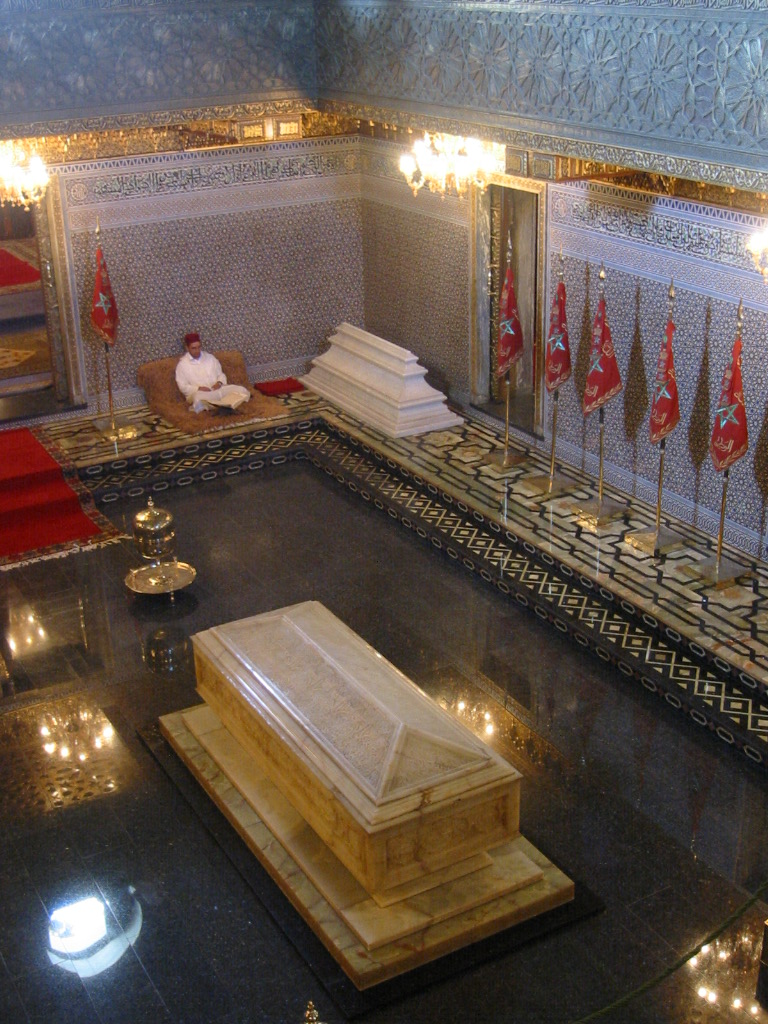
Мавзолей Мухаммеда V

## От Султаната к Королевству
В конце 1956 года король Мухаммед V подписал декларацию о том, что в Марокко будет установлена конституционная монархия, и он будет двигаться к демократическому государству.
9 июля 1957 года Мухаммед V специальным дахиром назначил своим преемником старшего сына принца Мулай Хасана .
Первым шагом в преобразовании новой независимой страны для Мухаммеда V была замена устаревшего титула султана. Султан Мухаммед бен Юсуф принял титул короля Мухаммеда V 11 августа 1957 года, а страна была провозглашена Королевством, чтобы дать гражданам новый способ определения лидера современной марокканской политики..

### Смерть
Мухаммед V умер в возрасте 51 года 26 февраля 1961 года в результате осложнений после перенесённой небольшой операции.

## Дети
- Лалла Фатима Зохра (29 июня 1929 — 10 августа 2014)
- Хасан II (9 июля 1929 — 23 июля 1999)
- Лалла Аиша (17 июня 1930 — 4 сентября 2011)
- Лалла Малика (14 марта 1933 — 28 сентября 2021)
- Мулай Абдалла (30 июля 1935 — 20 декабря 1983)
- Лалла Назха (29 октября 1940 — 2 сентября 1977)
- Лалла Амина (8 апреля 1954 — 18 августа 2012)

## Награды
Награды Марокко
| Страна  | Дата                                            | Награда                          | Награда                          | Литеры |
| ------- | ----------------------------------------------- | -------------------------------- | -------------------------------- | ------ |
| Марокко | 16 ноября 1955                                  | Суверен ордена Мухамадийя        | Суверен ордена Мухамадийя        |        |
| Марокко | 17 ноября 1927 – 20 августа 1953 16 ноября 1955 | Суверен ордена Алауитского трона | Суверен ордена Алауитского трона |        |
| Марокко | 16 ноября 1955                                  | Суверен ордена Верности          | Суверен ордена Верности          |        |
| Марокко | 16 ноября 1955                                  | Суверен ордена Независимости     | Суверен ордена Независимости     |        |

Награды иностранных государств
| Страна            | Дата вручения   | Награда                                          | Награда                                          | Литеры |
| ----------------- | --------------- | ------------------------------------------------ | ------------------------------------------------ | ------ |
| Тунис             | —               | Кавалер ордена Крови                             | Кавалер ордена Крови                             |        |
| Франция           | 1927 —          | Кавалер Большого креста ордена Почётного легиона | Кавалер Большого креста ордена Почётного легиона |        |
| Франция           | 1945 —          | Компаньон ордена Освобождения                    | Компаньон ордена Освобождения                    |        |
| США               | 1945 —          | Главнокомандующий ордена Легион Почёта           | Главнокомандующий ордена Легион Почёта           |        |
| Испания           | 3 апреля 1956 — | Кавалер Большой цепи ордена Ярма и стрел         | Кавалер Большой цепи ордена Ярма и стрел         |        |
| Ливия             | 1956 —          | Кавалер цепи ордена Идриса I                     | Кавалер цепи ордена Идриса I                     |        |
| Ирак              | 1956 —          | Кавалер цепи ордена Хашимитов                    | Кавалер цепи ордена Хашимитов                    |        |
| Сирия             | 1960 —          | Кавалер ордена Омейядов 1 класса                 | Кавалер ордена Омейядов 1 класса                 |        |
| Ливан             | 1960 —          | Кавалер специальной степени ордена Заслуг        | Кавалер специальной степени ордена Заслуг        |        |
| Египет            | 1960 —          | Кавалер цепи ордена Нила                         | Кавалер цепи ордена Нила                         |        |
| Иордания          | 1960 —          | Кавалер орденской цепи Хусейна ибн Али           | Кавалер орденской цепи Хусейна ибн Али           |        |
| Саудовская Аравия | 1960 —          | Кавалер цепи ордена Абдель-Азиза аль-Сауда       | Кавалер цепи ордена Абдель-Азиза аль-Сауда       |        |

## Память
- В честь Мухаммеда V названы стадион (крупнейший в стране), Рабатский университет Мохаммеда V, а также аэропорт Касабланки.